# Cleonymia banghaasi
Cleonymia banghaasi là một loài bướm đêm trong họ Noctuidae.